# Staatsschuldenquote in Belarus
Die Staatsschuldenquote von Belarus gibt das Verhältnis zwischen den belarussischen Staatsschulden einerseits und dem belarussischen nominalen Bruttoinlandsprodukt andererseits an.

## Entwicklung in den letzten Jahren
Die Staatsschuldenquote von Belarus stieg aufgrund der Finanzkrise zwischen 2008 und 2013 an. Entsprach die Staatsverschuldung von 27.957,9 Mrd. Belarussischen Rubel Ende 2008 einer Staatsschuldenquote von 21,5 %, so erreichte die Staatsschuldenquote Ende 2013 angesichts eines Schuldenstandes von dann inzwischen 235.613,7 Mrd. Belarussischen Rubel einen Wert von 37,0 %.

## Prognostizierte Entwicklung
Der Internationale Währungsfonds geht davon aus, dass die Staatsschuldenquote von Belarus bis Ende 2019 bei einem Schuldenstand von dann 865.944,3 Mrd. Belarussische Rubel auf 43,0 % ansteigt.